# 2.ª Brigada Mixta Independiente (Ejército Imperial Japonés)
La 2.ª Brigada Mixta Independiente o 2.ª Brigada Mixta del Ejército Imperial Japonés se formó el 10 de febrero de 1938, a partir de cinco batallones ya adjuntos al Ejército de Guarnición de Mongolia, de la 109.ª División (primera formación).

## Organización
- 2.ª Brigada Mixta Independiente
- 2.º Batallón de Infantería Independiente
- 3.º Batallón de Infantería Independiente
- 4.º Batallón de Infantería Independiente
- 5.º Batallón de Infantería Independiente
- 312.º Batallón de Infantería Independiente
- Tropas de artillería
- Comunicaciones